# Jaromír Čelakovský
Jaromír Čelakovský (21. března 1846 Vratislav – 16. října 1914 Praha) byl český právní historik, novinář, archivář a mladočeský politik.

## Biografie
Narodil se z druhého manželství Františka Ladislava Čelakovského s Antonií Reisovou (pseudonym Bohuslava Rajská). Po předčasné smrti obou rodičů vyrůstal v rodině svého strýce Josefa Friče. Studoval na staroměstském Akademickém gymnáziu v Praze (1857–1865). V letech 1865 až 1869 vystudoval právo na Karlo-Ferdinandově univerzitě v Praze a v roce 1871 zde získal doktorát (JUDr.). V 60. letech 19. století se živil jako kopista Františka Palackého a Antonína Gindelyho. Jako jeden ze zakladatelů tzv. ruchovců literárně přispíval do Květů a Lumíra. Koncem 60. let psal rovněž politické články do radikálně demokratických periodik, jako byl časopis Říp a především Josefem Barákem vydávaná Svoboda, resp. Pravda. V letech 1871 až 1886 patřil ke stálým spolupracovníkům Národních listů.
Od roku 1871 působil jako archivní adjunkt v archivu města Prahy, od roku 1892 s titulem druhý archivář. Vedení archivu po penzionovaném prof. Josefu Emlerovi převzal roku 1896. Do penze Čelakovský odešel roku 1907 a jeho nástupcem se stal Josef Teige.
Jako poslanec Říšské rady se výrazně zasloužil o přípravu a přijetí zákona ohledně rozdělení jednotné Karlo-Ferdinandovy univerzity v Praze na samostatnou českou a samostatnou německou univerzitu. V roce 1883 se habilitoval na české právnické fakultě. Roku 1886 se stal mimořádným a roku 1892 řádným profesorem českých právních dějin na právnické fakultě české univerzity v Praze. Byl členem České akademie věd a umění, Královské české společnosti nauk a krakovské akademie věd. V roce 1891 byl zvolen předsedou Ústřední matice školské.
Ve své historické práci se věnoval zejména dějinám městského práva a českého státního práva. Zasedal v Komisi pro soupis památek Prahy od jejího vzniku v roce 1883 (1884) a jako její člen spoluvytvářel první systém památkové péče v Čechách.
Angažoval se rovněž v politice. V letech 1878–1889 a 1895–1913 zasedal za mladočeskou stranu v Českém zemském sněmu. Byl na něj poprvé zvolen zemských volbách roku 1878. Zastupoval kurii venkovských obcí, obvod Kutná Hora, Čáslav. Uváděl se tehdy jako mladočech. Mandát zde obhájil v zemských volbách roku 1883. Na sněm se vrátil v zemských volbách roku 1895, nyní za městskou kurii, obvod Vysoké Mýto. Byl zde zvolen i v zemských volbách roku 1901 (stále jako mladočeský kandidát). V zemských volbách roku 1908 uspěl coby mladočech za kurii městskou, obvod Mnichovo Hradiště, Turnov, Bělá.
Po jistou dobu zasedal i v Říšské radě (celostátní zákonodárný sbor), kam byl poprvé zvolen ve volbách do Říšské rady roku 1879. Reprezentoval kurii venkovských obcí, obvod Čáslav, Kutná Hora atd. Po volbách v roce 1879 se na Říšské radě připojil k Českému klubu (jednotné parlamentní zastoupení, do kterého se sdružili staročeši, mladočeši, česká konzervativní šlechta a moravští národní poslanci). Na mandát rezignoval v červnu roku 1881. Říšská rada vzala rezignaci na vědomí v listopadu 1881. Do vídeňského parlamentu se vrátil znovu krátce až na přelomu století. 28. února 1900 nastoupil po doplňovacících volbách místo Gustava Adámka v kurii městské, obvod Slaný, Louny, Kladno, Nové Strašecí atd. Opětovně byl zvolen až v řádných volbách do Říšské rady roku 1907, za obvod Čechy 021.
Zemřel v říjnu 1914 v Praze a byl pohřben na Olšanských hřbitovech.

## Dílo
- ČELAKOVSKÝ, Jaromír. Právo obce Pražské k řece Vltavě. Praha: vl.n., 1882. Dostupné online.
- ČELAKOVSKÝ, Jaromír. Hrad Pražský a majetková práva k němu do r. 1526. Praha: Obec královského hlavního města Prahy, 1906. Dostupné online.
- ČELAKOVSKÝ, Jaromír. O začátcích ústavních dějin Starého města Pražského. Praha: vl.n., 1904. Dostupné online.
- ČELAKOVSKÝ, Jaromír. Sbírka pramenů práva městského Království Českého : Codex juris municipalis Regni Bohemiae. Praha: Obec královského hlavního města Prahy, 1886-1895. Dostupné online.
- ČELAKOVSKÝ, Jaromír. Úřad podkomořský v Čechách : Příspěvek k dějinám stavu městského v zemích českých. Praha: Otto, 1881. Dostupné online.